# Jodooctan etylu
Jodooctan etylu (SK, KSK) – organiczny związek chemiczny, ester etylowy kwasu jodooctowego. Był jednym z najsilniejszych bojowych środków trujących z grupy lakrymatorów stosowanych w czasie I wojny światowej.

## Otrzymywanie
Jodooctan etylu można otrzymać po dodaniu stałego jodku potasu do alkoholowego roztworu bromooctanu etylu. Otrzymanie jodooctanu etylu w sposób analogiczny do chlorooctanu i bromooctanu etylu – poprzez estryfikację kwasu jodooctowego etanolem uważane było dawniej za niemożliwe, jednak obecnie synteza taka jest opisana (reakcja w benzenie w obecności stężonego kwasu siarkowego), podobnie jak estryfikacje kwasu jodooctowego innymi alkoholami.

## Właściwości
Jest to bezbarwna, oleista ciecz o małej lotności. Rozkłada się pod wpływem światła i powietrza, jak również przy długim przechowywaniu, zmieniając barwę na brązową w wyniku uwalniania jodu. Bardzo wolno rozkłada się pod wpływem wody i roztworów zasadowych (nieco szybciej przy jednoczesnym ogrzewaniu):
ICH2COOC2H5 + 2NaOH → NaI + HOCH2COONa + C2H5OH
Jodooctan etylu łatwo reaguje z tiosiarczanem sodu. Jest także całkowicie rozkładany przez ogrzewanie z kwasem azotowym.
W celu zwiększenia lotności jodooctanu etylu stosowano go jako mieszaninę z etanolem i octanem etylu. Mieszanina ta, oznaczana skrótem KSK, zawierała 70% jodooctanu etylu i 30% etanolu z octanem etylu. Stosowana była także mieszanina z chloropikryną (90% jodooctanu etylu i 10% chloropikryny).

## Zagrożenia
Jodooctan etylu jest lakrymatorem działającym łzawiąco od stężenia 1,4 mg/m³ i toksycznie – 1,5 g/m³ przy 10-minutowej ekspozycji. W kontakcie z oczami powoduje silny ból. Ogólna toksyczność jest ok. 3 razy mniejsza od fosgenu. Z powodu małej lotności, działanie silnie toksyczne jest mało prawdopodobne przy zastosowaniu w otwartym terenie.
Jodooctan etylu jest silnym inhibitorem dwóch enzymów z klasy oksydoreduktaz zawierających grupy tiolowe – dehydrogenazy bursztynianowej (EC 1.3.99.1) i oksydazy pirogronianowej (EC 1.2.3.3). Natomiast dehydrogenaza mleczanowa (EC 1.1.1.27) jest całkowicie niewrażliwa na tę substancję.
LCt50 wynosi 15 000 mg·min/m³ (860 ppm przy 2-minutowym narażeniu). W przeglądzie z 1934 roku odnotowano dwa przypadki śmiertelne związane z narażeniem na jodooctan etylu. W pierwszym z nich ofiarą był robotnik wystawiony na działanie tej substancji po wybuchu pocisku, a w drugim – moździerzysta po przedwczesnym wybuchu pocisku.

## Historia
Po raz pierwszy otrzymany został przez Williama Henry’ego Perkina i Baldwina Francisa Duppę w 1859 roku w reakcji bromooctanu etylu z jodkiem potasu. Na początku I wojny światowej jodooctan etylu testowany był przez Brytyjczyków, a w styczniu 1915 roku chemicy z Imperial College London (mieszczącego się w londyńskiej dzielnicy South Kensington – stąd oznaczenie SK) zademonstrowali działanie tego środka bezpośrednio na przedstawicielu Ministerstwa Wojny.
Został po raz pierwszy użyty 24 września 1915 roku przez Brytyjczyków w bitwie pod Loos. Mimo wyższej ceny jodu w porównaniu do bromu i chloru, był on wykorzystywany do produkcji broni chemicznej z powodu malejących dostaw bromu, podczas gdy jod sprowadzany był w dużych ilościach z Afryki południowej. Roztwory jodooctanu etylu (także w mieszaninie z chloropikryną) m.in. w alkoholu i octanie etylu stosowane były w pociskach haubicznych kal. 4,2″ i w pociskach do moździerzy Stokesa kal. 4″. W 1926 roku wznowiono produkcję jodooctanu etylu w Imperial Chemical Industries.